# Parc de l'Épervière
Pour les articles homonymes, voir Épervière (homonymie).
Le parc de l'Épervière est un parc de 7 ha situé sur le site de l'Épervière à Valence, dans le département de la Drôme. Il borde le Rhône et offre une vue imprenable sur les monts ardèchois (situés juste en face), et sur la colline et les ruines de Crussol. Il comprend un plan d'eau de 32 000 m2 protégé par une digue longue de 400 m. Le parc est accessible à l'est par l'avenue de Provence et à l'ouest par une promenade aménagée longeant le Rhône depuis le parc Jouvet (ViaRhôna).
Le parc comprend un camping et un restaurant ainsi que des attractions telles qu'un sentier botanique, un bowling, un billard, et des promenades en bateau accessibles au public. D’ici 2019, il comptera également un centre aqualudique, un verger et un arboretum.

## Localisation
Situé en bordure du Rhône, le parc de l’Épervière se trouve au sein du site de l'Épervière, un espace agrémenté de 17 hectares qui comprend également le port de plaisance de l'Épervière. Le parc se trouve à 5 minutes du centre-ville de Valence et du parc Jouvet au nord, et à 5 minutes du quartier commercial de Hugo-Provence et du péage de Valence-Sud au sud. Inauguré en 2016, le parc offre de nouvelles perspectives sur le Rhône, le massif de Crussol et son château. Des cônes de vue valorisent ce paysage. Le parc est traversé par le chemin de l'Épervière, sa principale voie d'accès, et par la rivière Épervière qui serpente sur 2,6 km de longueur à travers le parc Marcel-Paul situé au sud jusqu'au parc Jouvet situé au nord.

## Historique
Au XIIe siècle, l’ordre de Saint-Ruf s’installe sur la partie nord du site de l’Épervière, pour y rester pendant près de 4 siècles. Le site de l’Épervière est alors très peu occupé, hormis par des pêcheurs, jusqu’à l’arrivée de l’ordre et la construction de la grande abbaye de Saint-Ruf dont il ne subsiste aujourd’hui que les ruines, au sud du parc Jouvet. L’ordre des chanoines réguliers de Saint-Ruf est né en Avignon, où leur importance engendre des tensions avec le chapitre cathédral, qui aboutissent au transfert de l’abbaye-mère, en 1158, à Valence, sur le site de l’île l’Épervière, par l’abbé Raymond. L’abbaye se composait d’une église abbatiale, d’un cloître, de bâtiments conventuels et probablement d’une école de sculpture. Les témoignages laissent penser que l’ensemble ainsi constitué avait une large emprise au sol.
Dans les années 1960, la ville de Valence annonce la création d’une base de plein air et de loisirs, sur le site de l’Épervière, afin de développer le potentiel touristique du secteur, qui restera inachevé.
En 1986, une deuxième phase de travaux permet la création de voiries, de parkings, d’espaces verts et d’un embarcadère pour les bateaux à passagers. Un bulletin de liaison est édité et on célèbre la première fête de l’Épervière en 1988. Aujourd’hui, avec 420 postes d’amarrage sur digue et 60 places sur l’aire de carénage, le port de plaisance de l'Épervière est le premier port de plaisance fluviale par sa capacité.
Dans les années 1990, la démolition des friches industrielles situées au sud de la ville pose la question du bâtiment dit « ferme de Saint-Ruf », et de son potentiel archéologique. En 2009, des sondages archéologiques sont réalisés, amorçant une reconnaissance de l’abbaye Saint-Ruf. Les indices obtenus autorisent la restitution d’un vaste édifice de près de 60 mètres de long.
Engagé par le maire Nicolas Daragon durant l'année 2015, le réaménagement du site de l’Épervière vise à créer un parc de loisirs et de détente de 7 ha aménagé autour de différents espaces thématiques dont un verger, un arboretum et un centre aqualudique,. Le 26 juin 2016, le nouveau parc de l'Épervière est inauguré et ouvert au public. La communauté d'agglomération de Valence Romans Agglo et la ville de Valence ont investi un budget de près de 16 millions d'euros pour la création de ce nouveau parc (955 000 euros pour le parc et 15 millions d'euros pour le centre aqualudique).

## Aménagements

### ViaRhôna

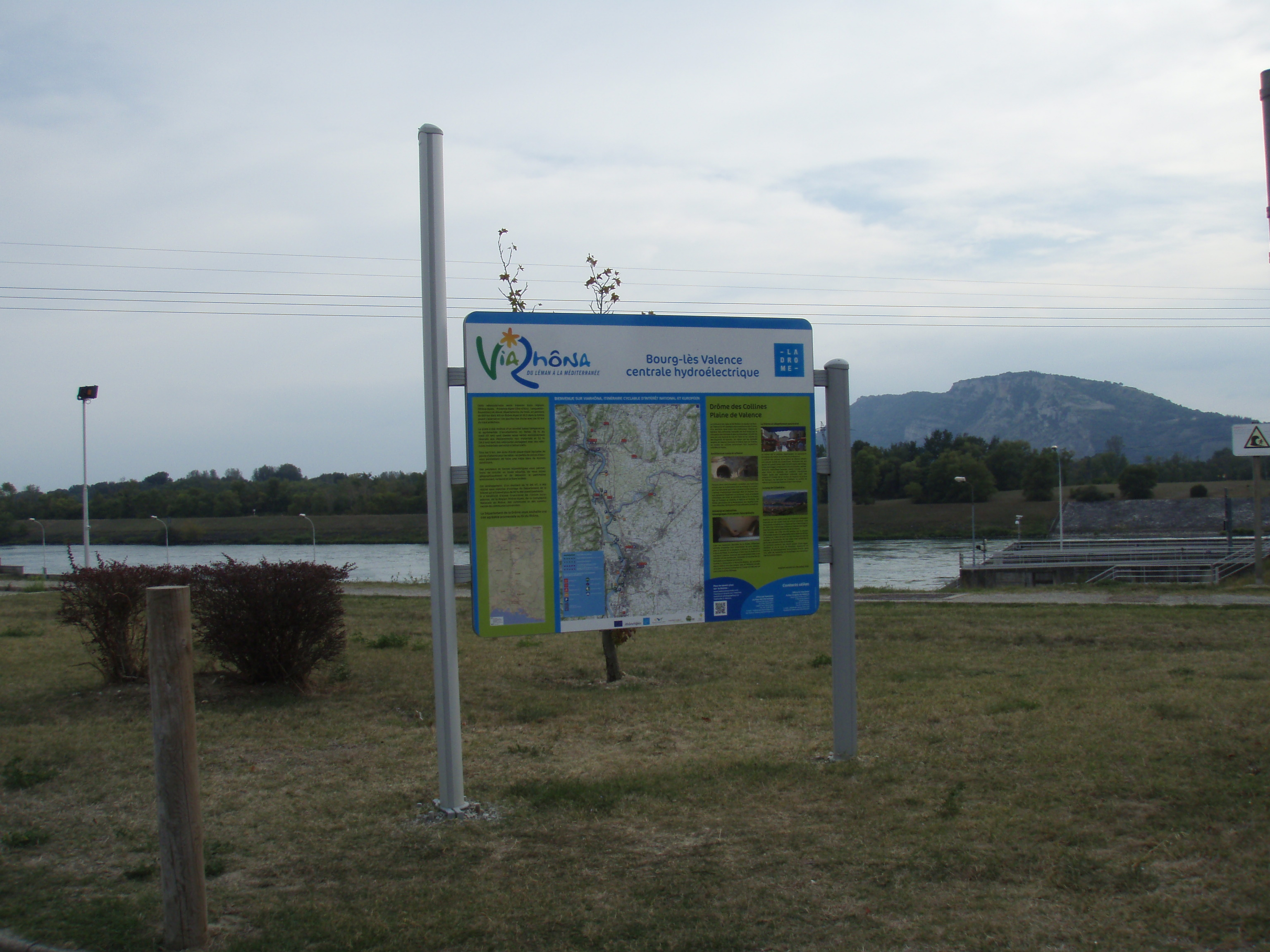
Panneau sur l'itinéraire de la ViaRhôna.

Itinéraire cyclable de 815 km de long, ViaRhôna conduit le touriste à vélo des panoramas alpins aux plages de Camargue, en traversant les paysages emblématiques des vignobles des Côtes-du-Rhône et ceux de la Provence méridionale. Depuis 2011, le tronçon Tain-l’Hermitage – Valence de ViaRhôna rejoint la zone de loisirs du port de l'Épervière. Avec ses 3 régions, 12 départements et 118 communes traversés en Auvergne-Rhône-Alpes, elle est un moyen privilégié pour découvrir les espaces naturels, le patrimoine et la gastronomie de la vallée du Rhône.

### Verger
Le verger de l'Épervière comprend actuellement 14 espèces d’arbres fruitiers. Cultivés avec des méthodes respectueuses de l’environnement et sans pesticide afin d'améliorer la qualité de fructification, ces espèces comprennent des amandiers, des cerisiers, des kakis, des noisetiers, des poiriers, des pruniers, et des pommiers entre autres, soit 85 arbres de différentes essences. A l’automne 2016 d’autres arbres, notamment des oliviers, sont venus compléter le verger. Dès le printemps 2019, il sera possible de venir cueillir soi-même les fruits du verger, une fois qu’ils auront atteint leur maturité.

### Arboretum
Un autre projet de la ville de Valence est la mise en place d'un arboretum au sein du parc de l'Épervière. Il s'agira d'un jardin botanique pédagogique qui rassemblera de nombreuses espèces d’arbres sous forme de collections. Il participera à la diffusion des connaissances sur les arbres et la biodiversité, à travers un parcours en code QR. L’ancienne pépinière municipale a été mise en valeur grâce au maintien d’arbres de grande qualité et par la plantation d’arbres d’essences particulières.

### Centre aqualudique
La communauté d’agglomération a créer un centre aqualudique au sein du parc de l’Épervière. Porté par la ville de Valence, le centre aqualudique est  positionner en lieu et place du bowling et du centre des congrès, sur un espace de 16 000 m2. Un espace de quelque 200 places de stationnement a été créé. Le centre a été mis en service en 2019.